# 志村けんとドリフの大爆笑物語
『志村けんとドリフの大爆笑物語』（しむらけんとドリフのだいばくしょうものがたり）は、2021年12月27日の21時 - 23時3分（JST）に、フジテレビ系で放送されたスペシャルドラマ。監督は福田雄一、主演は山田裕貴。イザワオフィス企画制作。

## 概要
1968年にザ・ドリフターズ（ドリフ）の「ボーヤ」（付き人）として芸能界へ入った後に、新型コロナウイルス感染症に起因する肺炎で2020年3月29日に急逝した志村けんの半生を描いた物語で、『となりのシムラ』（NHK総合テレビのコント番組）を通じて晩年の志村と面識があった福田が脚本と演出を担当。志村がドリフの正式なメンバーとして活動した時期（1970年代から1990年代まで）に他のメンバーと揃って経験した過酷なスケジュールや、人気の裏に隠されたメンバーの感情（挫折や苦悩など）を描いた。
ドリフのメンバーとして、志村役に山田裕貴、いかりや長介役に遠藤憲一、加藤茶役に勝地涼、荒井注役に金田明夫、仲本工事役に松本岳、高木ブー役に加治将樹を起用。上記のキャストが発表された直後から山田と遠藤に「ハマリ役」という評価が相次いで寄せられたほか、クランクインの当日に撮影現場を訪れた高木も、志村役の山田と対面した直後に「（山田が撮影の）初日からもう志村に見えて来た」と絶賛していた。
ドラマ場面に於いては、『8時だョ!全員集合』（TBS系）や『ドリフ大爆笑』（フジテレビ系）のコントや名場面を、上記の6名を初めとする俳優たちの演技で忠実に再現。『ドリフ大爆笑』でのコント場面では、山根安雄（「美術進行」の立場で実際にスタジオセットを製作していたスタッフ）が生前に残していた図面を基に、山根の後輩に当たる美術スタッフが当時のセットを再現させた。
ドラマのストーリーは志村といかりや・加藤の関係に焦点を当てていて、志村がいかりやに「弟子入り」を志願する前後の家庭環境や、いかりやが声帯ポリープの手術明けで発声できないまま出演した『全員集合』（1980年9月13日の公開生放送）を（ドリフを既に脱退していた荒井を除く）他のメンバーで乗り切ったエピソード（当該項で詳述）も盛り込んでいた。その一方で、志村の「ボーヤ」時代を物語る実話（一時的な脱走や他の付き人と組んでいたマックボンボンでの活動など）や、1981年に仲本と起こした競馬のノミ行為事件は割愛。「変なおじさん」の場面には肥後克広、「階段落ちコント」の場面には殺陣師の車邦秀と猫俣博志を本人役で登場させた。付き人ながら「ドリフ第六の男」と呼ばれていたすわしんじについては、本人に相当する役を置かない一方で、「もしもシリーズ〜威勢のいい銭湯」のコントで本人が実際に担った役回りを山本泰弘に演じさせている。
放送上はドラマ場面に続いて、ドリフが実際に出演していた『ドリフ大爆笑』のダイジェスト映像を挿入。ドリフのメンバー役を演じた山田・遠藤・勝地・金田・松本・加地が、演技に込めた想い、演技の感想、グループとしてのドリフの強みなどを個別に語ったインタビュー映像を最後に組み込んだ。ちなみに、インタビューに続いて放送されたエンディング映像には、「この番組はザ・ドリフターズのメンバー及び、関係者などへの取材・証言に基づいて構成したドラマです」という字幕を表示している。
視聴率は、フジテレビの放送対象地域である関東地区で、世帯平均10.6%、個人平均6.5%を記録（いずれもビデオリサーチの調査による速報値）。SNSにおける視聴者からの評価はおおむね高く、放送中には山田や遠藤に加えて、加藤役の勝地を称賛する旨のコメントも続出した。

## あらすじ
物語は志村がコメディアンを志して、いかりや長介の弟子・付き人となったところから始まり、付き人として雑用をこなす傍ら、コントの勉強に邁進する日々を過ごす。後にザ・ドリフターズのメンバーの一人、荒井注が脱退し、正規メンバーとなったものの、初めはネタが全く受けず、苦悩するものの、ほかのメンバーたちから𠮟咤激励され、やがて「東村山音頭」「カラスの勝手でしょ」「ヒゲダンス」などを生み出し、また加藤茶とともに独自のコントネタを作るなど、ドリフの冠番組に欠かせない存在となり、人気コメディアンの道を歩んでゆく。

## キャスト
- 志村けん（志村康徳） - 山田裕貴（幼少期：守重真平）
- いかりや長介 - 遠藤憲一[8][9]
- 加藤茶 - 勝地涼[8][9]
- 高木ブー - 加治将樹[8][9]
- 仲本工事 - 松本岳[8][9]
- 荒井注 - 金田明夫[10][11]
- 志村憲司 - 渡辺いっけい[10][11]
- 志村和子 - 宮崎美子[10][11]
- 志村知之（幼少期） - 海津陽[12]
- 志村美佐男（幼少期） - 飯田しゅん[13]
- いかりや長介の息子 - 根岸直矢[14]
- いかりや長介の孫 - 長尾翼、前田琉碧[12]
- バーのママ - ミッツ・マングローブ[15]
- 時代劇俳優 - ムロツヨシ[10][11]
- CMタレント（オリジナル版の渡辺美奈代に該当） - 浅川梨奈[16]
- CMスタッフ（オリジナル版の本田理沙に該当） - 飯田祐真[17]
- 肥後克広 - 肥後克広（ダチョウ倶楽部）[15]
- マネージャー - 小浦一優（芋洗坂係長）[18]
- 「全員集合」のコント作家 - 谷田部俊（我が家）
- 「全員集合」の美術スタッフ武田 - 保坂聡[19]
- 「変なおじさん」コントの相方 - 中村里帆
- 階段落ちコントの殺陣師 - 車邦秀
- 階段落ちコントの近藤勇役 - 猫俣博志
- ナレーション - 三宅正治
- 近所の少年 - 戸井田竜空、柳下晃河[20]
- ゲロを吐く酔っぱらい - 橋沢進一[21]
- 道を知らないタクシー運転手 - 佐藤正和
- 付き人・銭湯で太鼓を叩く男（すわ親治がモデル） - 山本泰弘[22]
- 加藤・志村と食事をするスタッフ - 金子伸哉・野村啓介[23]
- 町工場の老夫婦 - 相川武俊、曽我久子[24]

## スタッフ
- 脚本 - 福田雄一、佐藤さやか
- 演出 - 福田雄一
- 音楽 - 瀬川英史
- 撮影監督 - 工藤哲也
  - 撮影 - 各務真司
- 劇中映像『雲の上団五郎一座』（東宝）
- 編成 - 安永英樹（フジテレビ）、浅野翔太郎（フジテレビ）
- プロデュース - 井澤秀治（イザワオフィス）、松橋真三（CREDEUS）、鈴木大造（CREDEUS）
- 制作プロダクション - CREDEUS
- 企画制作 - イザワオフィス

## 関連番組
- 『ドリフ&志村けんの年末爆笑コント祭り!』[25]

2021年12月27日に本ドラマの直前に放送されたスペシャル。本作でも再現される『ドリフ大爆笑』や、志村の代表的番組『志村けんのバカ殿様』『志村けんのだいじょうぶだぁ』などで放送された傑作コントを放送する。
- 出演 - ザ・ドリフターズ、柄本明、ダチョウ倶楽部（肥後克広・寺門ジモン・上島竜兵）、ふなっしー、松本伊代、優香、ほか
- プロデューサー - 井澤秀治
- 演出 - 戸上浩
- 編成 - 安永英樹、浅野翔太郎
- 企画著作 - イザワオフィス

## 再現された場面・コント
- ドリフのズンドコ節
- This is a penコント
- 荒井注脱退宣言と志村けん加入発表
- 少年少女合唱団
  - 東村山音頭
  - ドリフの早口ことば
- いかりや長介の喉の手術報告
- ドリフ大爆笑OP・ED（1983年バージョン）
- もしもシリーズ〜威勢のいい銭湯
- ヒゲダンス - スイカの早食い
- けんちゃんの健康牛乳
- 池田屋事件階段落ちコント
- 変なおじさん